# Dysdera affinis
Dysdera affinis és una espècie d'aranya araneomorfa de la família dels disdèrids (Dysderidae). Fou descrita per primera vegada l'any 1996 per M. A. Ferrández.

## Distribució i descripció
És endèmica del sud de la península Ibèrica (Espanya).
L'exemplar descrit és un mascle de 5,6 mm i el prosoma 2,4 mm de longitud; el prosoma és vermellós brillant. Els quelícers tenen 4 dents. Les potes són groguenques i el fèmur IV presenta una espina dorsal basal. No es s'ha trobat la femella. Viuen en pastures i terrenys conreats, sota pedres.